# Lead Me Lord (Worship Sessions Volume 1)
Lead Me Lord (Worship Sessions Volume 1) è il quinto album in studio del cantautore statunitense Neal Morse, pubblicato il 16 aprile 2005 dalla Latter Rain Records.

## Descrizione
Con questa pubblicazione, Neal Morse ha dato il via alla Worship Sessions, una serie di dischi caratterizzati da tematiche religiose, intuibili specialmente dai titoli assegnati ai vari brani. Riguardo all'album, lo stesso Morse ha spiegato:

## Tracce
Testi e musiche di Neal Morse, eccetto dove indicato.
1. God Won't Give Up – 7:30
2. Lead Me Lord – 5:20 (Wayne Goodine, Elizabeth Goodine)
3. Taste and See – 4:51
4. Medley: I Bless Your Name / Breathe / Create In Me a Clean Heart – 11:51 (Wayne Goodine, Marie Barnett, Keith Green)
5. Cleanse Me – 5:48 (brano tradizionale)
6. Come Let Him Love You – 5:48
7. Because You Loved Me – 6:09
8. Have Your Way – 4:54 (Darlene Zschech)
9. Further – 5:18
10. Jesus - This Is Your Life Now – 7:05

## Formazione
- Neal Morse – voce, pianoforte, organo, basso, chitarra, percussioni, batteria (traccia 7), cori (traccia 8)
- Mark Leninger – batteria (tracce 1, 3, 6 e 9), sassofono (traccia 3)
- Jessica Mears – cori (tracce 1, 3, 8 e 9), voce femminile solista (tracce 4 e 6), voce (traccia 8)
- Debbie Bressee – cori (tracce 1, 3, 4, 6 e 9)
- Dean Mouser – voce (traccia 2)
- Wil Morse, Jayda Morse – voci aggiuntive (traccia 2)
- Luke Pugliese – batteria (tracce 2, 5 e 8)
- Christian Gospel Temple Choir – coro (tracce 2 e 5)
- Todd Morrell – batteria (traccia 4 e 10)
- Aaron Clifford, James Massie, Justin Morrell, Debbie Martin, Marsha Guisewite, Colleen Harrison, Julie Harrison – cori (traccia 4)
- Terry White, Rick Altizer, Missy Hale, Angela Cruz, Mandisa, Alicia – cori (traccia 7)
- Terry Mears – basso (traccia 8)
- Terra Mears – cori (traccia 8)
- Joey Pippin – tromba (traccia 8)
- Wade Brown, Chris Griffith – voce (traccia 10)
- Doug Zachary – basso (traccia 10)